# NGC 5611
NGC 5611 é uma galáxia lenticular (S0) localizada na direcção da constelação de Boötes. Possui uma declinação de +33° 02' 52" e uma ascensão recta de 14 horas, 24 minutos e 04,8 segundos.
A galáxia NGC 5611 foi descoberta em 29 de Abril de 1827 por John Herschel.